# Huka Hoppanlegg
Die Huka Hoppanlegg ist eine Normalschanze in Høydalsmo.

## Geschichte
Die Schanzenanlage in Høydalsmo wurde 1993 durch den ansässigen Verein Høydalsmo IL außerhalb der Stadt errichtet. Zum Winter 2001/2002 wurde die Schanze noch einmal aufwendig modernisiert und diente als Schanze bei den Norwegischen Nordischen Skimeisterschaften 2002, bei der der Norweger Anders Bardal bei seinem Sieg mit 98 Metern den Schanzenrekord sprang. Neben der HS94-Schanze gehören zum Gesamtkomplex auch drei Nachwuchs- und Trainingsschanzen mit den Größen K28, K18 und K10.
Die Huka-Skisprunganlage in Høydalsmo wurde 1993 fertiggestellt und für die Norwegischen Meisterschaften 2002 noch einmal modernisiert. Der Schanzenkomplex besteht aus der HS 94-Normalschanze, sowie den kleineren Trainingsschanze K28, K18 und K10. 2005 wurden auf der Schanze erstmals Wettbewerbe im B-Weltcup der Nordischen Kombination (heute Continental Cup) durchgeführt.
Seit der Saison 2017/18 werden die norwegischen Continental-Cup-Wettbewerbe der Nordischen Kombination statt in Høydalsmo auf der Großschanze (HS 111) der Schanzenanlage Renabakkene in Rena ausgetragen.

## Internationale Wettbewerbe

### Nordische Kombination
Genannt werden alle von der FIS organisierten Kombinationswettbewerbe. Aufgeführt sind dabei die drei Bestplatzierten des Sprungwettbewerbs.
| Datum           | Kategorie       | Schanze | 1. Platz                   | 2. Platz                   | 3. Platz               |
| --------------- | --------------- | ------- | -------------------------- | -------------------------- | ---------------------- |
| 11. März 2011   | Continental Cup | HS94    | Reruhi Shimizu             | Yoshito Watabe             | Dominik Dier           |
| 12. März 2011   | Continental Cup | HS94    | Reruhi Shimizu             | Dominik Dier               | Sindre Ure Søtvik      |
| 20. Januar 2012 | Continental Cup | HS94    | Marjan Jelenko             | Gautier Airiau             | Dominik Dier           |
| 21. Januar 2012 | Continental Cup | HS94    | Marjan Jelenko             | Eetu Vähäsöyrinki          | Johannes Wasel         |
| 22. Januar 2012 | Continental Cup | HS94    | Dominik Dier               | Marjan Jelenko             | Johannes Wasel         |
| 02. März 2013   | Continental Cup | HS94    | Michael Dünkel             | Ole Martin Storlien        | Gautier Airiau         |
| 03. März 2013   | Continental Cup | HS94    | Andrzej Gąsienica          | Jan Schmid                 | Gautier Airiau         |
| 11. Januar 2014 | Continental Cup | HS94    | Wolfgang Bösl              | Jarl Magnus Riiber         | Christian Ingebrigtsen |
| 12. Januar 2014 | Continental Cup | HS94    | Jarl Magnus Riiber         | Christian Ingebrigtsen     | Tobias Simon           |
| 10. Januar 2015 | Continental Cup | HS94    | Wolfgang Bösl              | Espen Bjørnstad            | Harald Johnas Riiber   |
| 11. Januar 2015 | Continental Cup | HS94    | Christian Ingebrigtsen     | Gudmund Storlien           | Espen Andersen         |
| 09. Januar 2016 | Continental Cup | HS94    | Espen Andersen             | Franz-Josef Rehrl          | Maxime Laheurte        |
| 10. Januar 2016 | Continental Cup | HS94    | Franz-Josef Rehrl          | Martin Fritz               | Lukas Greiderer        |
| 07. Januar 2017 | Continental Cup | HS94    | Truls Sønstehagen Johansen | Lukas Runggaldier          | Lukas Greiderer        |
| 08. Januar 2017 | Continental Cup | HS94    | Hugo Buffard               | Truls Sønstehagen Johansen | Martin Fritz           |